# ヘレナ (小惑星)
ヘレナ (101 Helena) は、小惑星帯に位置する小惑星の一つ。1868年8月15日にアメリカ合衆国の天文学者、ジェームズ・クレイグ・ワトソン (James Craig Watson) により発見された。S型小惑星に分類され、岩石質で大きめである。かなり小規模な小惑星族を代表しているという見方もあるが、その範囲についてはよくわかっていない。
トロイア戦争の原因となった美女、ヘレネにちなんで命名された。